# دالي إلدريد
دالي إلدريد (بالإنجليزية: Dale Eldred)‏ هو فنان ومهندس معماري أمريكي، ولد في 9 نوفمبر 1933 في منيابولس في الولايات المتحدة، وتوفي في 26 يوليو 1993 في كانساس سيتي في الولايات المتحدة.